# زبان اون
زبان اِوِن (همچنین شناخته شده بنام های لاموت، ابن اوریچ) از زبان های تونگوزی رایج در کشور روسیه است که نزدیک به هفت هزار تن گویشور دارد.گیشوران اون در منطقه ی کامچاتکا در نزدیکی سیبری بسر می برند.این زبان که به خط سیریلیک نگاشته می‌شود از زمره زبان های درخطر محسوب می شود.